# Augusta Reuss d'Ebersdorf
La comtesse (plus tard la princesse) Augusta Caroline Sophie Reuss d’Ebersdorf (en allemand Auguste Caroline Sophie Reuß zu Ebersdorf) est née le 19 janvier 1757 à Saalburg-Ebersdorf, et morte le 16 novembre 1831 à Cobourg. Elle était la mère du roi Léopold Ier de Belgique ainsi que la grand-mère de la reine Victoria et du prince consort Albert ainsi que du roi Ferdinand II de Portugal. Le roi Ferdinand Ier de Bulgarie était son arrière-petit-fils. À travers eux, elle est l'ancêtre de la plupart des têtes couronnées d'Europe.

## Famille
Elle était la deuxième des sept enfants du comte Henri XXIV Reuss d'Ebersdorf et de la comtesse née Caroline-Ernestine d'Erbach-Schönberg. Son lieu de naissance, Ebersdorf, était un centre du Piétisme en Thuringe et les grands-parents d’Augusta étaient d’ardents admirateurs de ce mouvement religieux. La grand-tante d’Augusta était la comtesse Erdmuthe-Dorothée Reuss d'Ebersdorf, mariée au comte Nikolaus Ludwig von Zinzendorf, fondateur de l’Église morave. Ce contexte explique les profonds sentiments religieux de la princesse Augusta dans les années ultérieures.

## Mariage
Augusta était l’une des plus belles femmes de son temps. Son père a commandé un portrait d’Augusta par le peintre Johann Heinrich Tischbein (1722-1789). Le comte Henri XXIV (Heinrich XXIV) a montré ce tableau lors de la Diète perpétuelle.

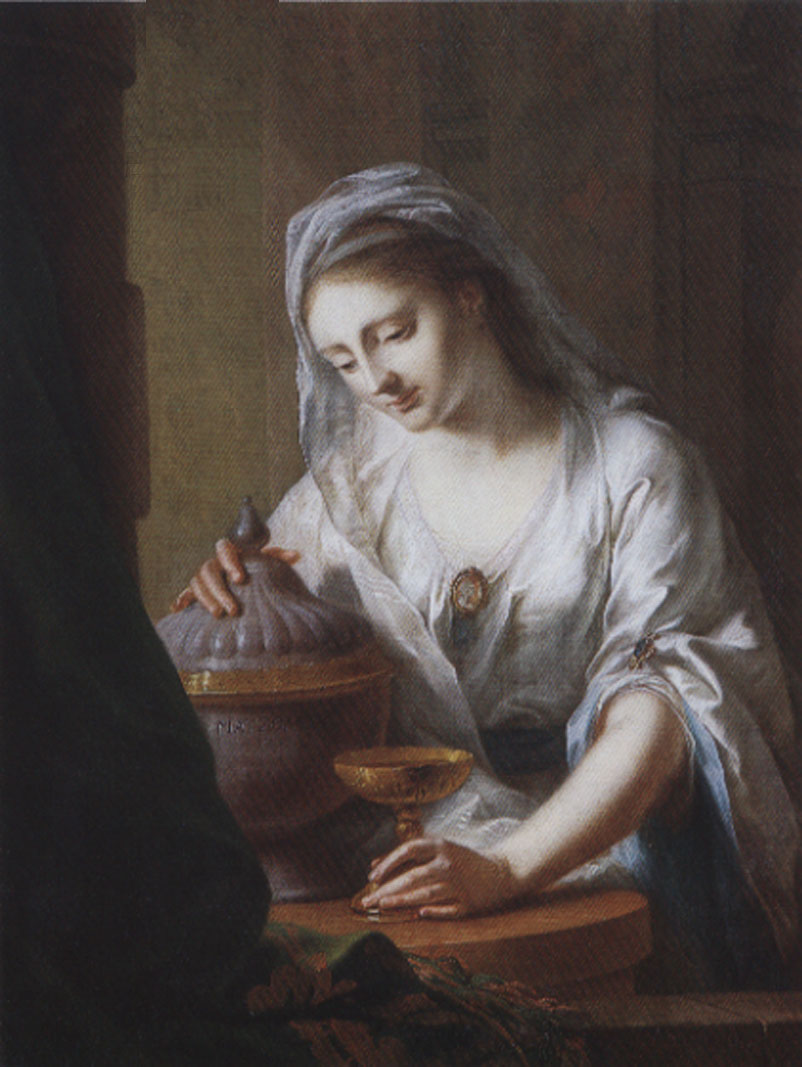
Artemisia (1775), tableau de Johann Heinrich Tischbein représentant la reine Artémise II et pour lequel Augusta servit de modèle.

À Ebersdorf, Augusta s’est mariée le 13 juin 1777 à François (Franz Friedrich Anton), duc de Saxe-Cobourg-Saalfeld. Le duc François avait déjà acquis la peinture Artemisia pour quatre fois le prix initial parce qu’il était profondément épris d’Augusta, mais il avait dû épouser une parente, la princesse Sophie de Saxe-Hildburghausen. La princesse Sophie est morte sept mois après le mariage, de sorte que le duc était libre de demander la main de sa bien-aimée.
Augusta a donné à son mari neuf enfants ; certains d’entre eux ont joué un rôle important dans l’histoire européenne : Victoire, duchesse de Kent (mère de la reine Victoria), et le roi Léopold Ier de Belgique.
- Sophie de Saxe-Cobourg-Saalfeld (1778-1835), épouse morganatiquement en 1804 le comte lorrain Emmanuel de Mensdorff-Pouilly (1777-1852) ;
- Antoinette de Saxe-Cobourg-Saalfeld (1779-1824), épouse en 1798 Alexandre de Wurtemberg ;
- Julienne de Saxe-Cobourg-Saalfeld (1781-1860), épouse en 1796 Constantin Pavlovitch de Russie (1779-1831) ;
- Ernest Ier (1784-1844), duc régnant de Saxe-Cobourg-Saalfeld, puis de Saxe-Cobourg et Gotha ;
- Ferdinand de Saxe-Cobourg-Saalfeld (1785-1851) épouse en 1816 Antoinette de Koháry (1797-1862) (parents de Ferdinand II de Portugal et grands-parents de Ferdinand Ier de Bulgarie) ;
- Victoire de Saxe-Cobourg-Saalfeld (1786-1861), princesse de Linange par son mariage en 1803 Emile-Charles de Leiningen (1763-1814), puis épouse en 1818 Édouard-Auguste de Kent, duc de Kent et Strathearn (1767-1820) (d'où Victoria du Royaume-Uni) ;
- Marianne de Saxe-Cobourg-Saalfeld (1788-1794) ;
- Léopold Ier (1790-1865), premier roi des Belges ;
- Maximilien de Saxe-Cobourg-Saalfeld (1792-1793).

## Honneur
- Dame grand-croix de l'ordre de Sainte-Catherine (Empire russe[3]).